# Trio Lescano

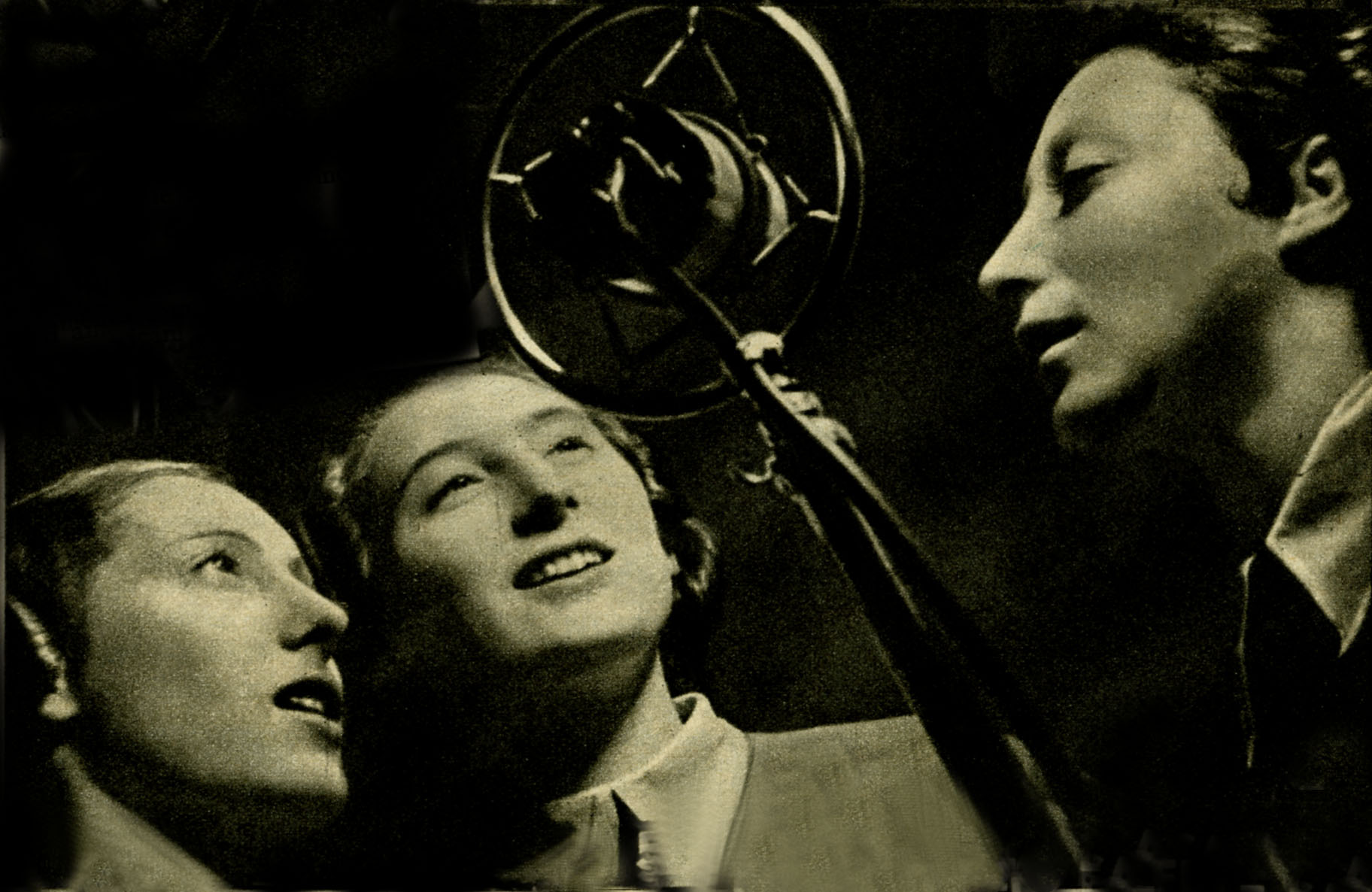
Trio Lescano (1938)

Das Trio Lescano war ein Vokaltrio, das in Italien zwischen 1935 und 1943 sehr populär war. Es handelte sich um eine der ersten Girl Groups Europas und bestand aus den Schwestern Alexandrina Eveline Leschan genannt Sandra (* 29. Juli 1910 in Gouda; † 1. Februar 1987 in Fidenza), Judik  Leschan (* 8. August 1913 – 8. August 2007) und Katharina Matje Leschan genannt Kitty (* 23. November 1919 in Aiax; † 1965 in Caracas). Ihre Namen wurden italianisiert in Alessandra, Giuditta und Caterinetta (Caterina) Lescano. 

## Leben
Der Vater war ein ungarischer Zirkuskünstler, die Mutter eine holländische Operettensängerin aus einer Musikerfamilie mit jüdischer Abstammung. Nach Tourneen in Europa, Syrien und dem Libanon, als sie sich zunächst The Sunday Girls nannten, kam der Erfolg in Italien, wo die Schwestern ansässig und in kurzer Zeit zu den populärsten Sängerinnen der Mussolini-Ära wurden. Am 30. März 1942 bürgerte sie der italienische König Vittorio Emanuele III. auf Vorschlag von Mussolini ein. 
Im November 1943 wurde das Trio während eines Konzertes in einem Genueser Theater verhaftet und wegen angeblicher Spionage ins Gefängnis gesteckt. Italienische Judenfeinde hatten den absurden Vorwurf konstruiert, die singenden Schwestern hätten während einer Rundfunksendung in ihren Liedern chiffrierte Geheimnachrichten an den Feind übermittelt. Im Juni 1946 verließ die jüngste Schwester das Trio und wurde durch die 21-jährige Maria Bria ersetzt. Das neu aufgestellte Trio sang ab 1947 in Südamerika weiter, bis es sich 1952 auflöste.
Im Jahre 2008 wurde ein Dokumentar-Film Tulip Time, the rise and fall of Trio Lescano über das Trio veröffentlicht. Der Film wurde beim jüdischen Filmfestival in San Francisco erstmals präsentiert.
2010 entstand unter der Regie von Maurizio Zaccaro der Fernseh-Zweiteiler Die Swingmädchen (Le Ragazze dello Swing). Er wurde am 19. Oktober 2012 vom deutsch-französischen Fernsehsender arte ausgestrahlt und im Dezember 2013 wiederholt.

## Lieder

### Lieder vom Trio Lescano
- Bel moretto (1936); Video auf YouTube
- A cuore a cuore a bocca a bocca (1938); Video auf YouTube
- Accanto al Pianoforte (1942); Video auf YouTube
- Addio tulipan (1941–42); Video auf YouTube
- Anna (1936); Video auf YouTube
- Arriva Tazio (1939 ?); Video auf YouTube
- Batticuore (1941); Video auf YouTube
- Camminando sotto la pioggia (1942); Video auf YouTube
- Das Geheimnis meiner liebe (Un segreto) (1942)
- La Canzone delle mosche (1936); Video auf YouTube
- C'è un'orchestra sincopata (1941); Video auf YouTube
- Ciribiribin (1942); Video auf YouTube
- Colei che debbo amare (1938); Video auf YouTube
- Come l'ombra (1942)
- Contemplazione (1936); Video auf YouTube
- Danza con me  (1939); Video auf YouTube
- Dove e quando (1938); Video auf YouTube
- È quel fox-trot (1938); Video auf YouTube
- Forse tu (1941?)
- Herzklopfen (=Batticuore) (1942); Video auf YouTube
- La Gelosia non è più di moda (1939)
- Il mio ritornello (1940); Video auf YouTube
- Io conosco  un bar (1937)
- Non me ne importa niente (1938)
- Oh Ma Mà (1939); Video auf YouTube
- Oi Marì, oi Marì (1942)
- Piccolo naviglio (1938)
- Senti l'eco (1939); Video auf YouTube
- Senza parlar (1937)
- Topolino al mercato (1936)
- Tornerai (1937)
- Le Tristezze di San Luigi (1942)
- Tulilem blem blu (1937)
- Tulipan (1939)
- Ultimissime (1938);  Video auf YouTube
- Valzer della fisarmonica (1936)

### Canzoni mit Begleitung vom Trio Lescano
- Balliamo il passo Lambeth (Dino Di Luca), 1938
- Brilla una stella in cielo (Alberto Rabagliati), 1940
- Cantando sotto la luna (Ernesto Bonino), 1942
- Canzone del boscaiolo (Alberto Rabagliati), 1941
- Che cosa importa a te? (Ernesto Bonino), 1942 ?
- È arrivato l'ambasciatore (Nuccia Natali), 1938
- E tu? (Gino Del Signore), 1937
- La Famiglia canterina (Ernesto Bonino), 1941
- Fascino slow (Emilio Livi), 1937
- Firenze sogna (Oscar Carboni), 1939
- Lasciati andare (Aldo Masseglia), 1937
- Il Maestro improvvisa (Alberto Rabagliati), 1941
- Ma le gambe (Enzo Aita), 1938
- Manilla (Carlo Moreno), 1938
- Maramao perché sei morto? (Maria Jottini), 1939
- Non dimenticar le mie parole (Emilio Livi), 1937
- Papà e mammà (Quartetto Cetra), 1938
- Piccole stelle (Nuccia Natalinzz), 1938
- Il pesce e l'uccellino (Silvana Fioresi) (1941–42); Video auf YouTube
- Il pinguino innamorato (Silvana Fioresi), 1940
- Pippo non lo sa (Silvana Fioresi), 1940
- Questa sera da me (Otello Boccaccini), 1940
- Restiamo vicini (Silvana Fioresi), 1941
- Segui il ritmo (Enzo Aita), 1938
- Senti l'eco (Laura Barbieri) (1939); Video auf YouTube
- Signorina Grandi Firme (Carlo Moreno), 1938
- Tango di Ramona (Harvedo Felicioli), 1937
- Ti pi tin (Gianni Di Palma e Oscar Carboni), 1939
- Tu che mi fai piangere (Emilio Livi), 1937
- Ultime foglie (Gianni Di Palma), 1939
- Una notte a Madera (Luciana Dolliver), 1938

### Lieder von  Caterinetta Lescano
- La Barca dei sogni (1942)
- Nebbia (1941)
- Nel mio cuor c'è una casetta (1942)
- Nella Gabbia d'or (1942)
- Ritmando in sol (1942)

## Bibliographie
- Gian Franco Venè: Il Trio Lescano. In: La Canzone Italiana. Fabbri Editori, 1970, fascicolo n. 13; seconda edizione, 1987; terza edizione, 1994, S. 182–192.
- Antonio Virgilio Savona, Michele L. Straniero: voce Lescano. In: Gino Castaldo (a cura di): Dizionario della canzone italiana. Curcio, Milano 1990, S. 900–901.
- Gianni Borgna: Storia della canzone italiana. Mondadori, Milano 1992, ISBN 88-04-35899-8.
- Adriano Mazzoletti: Il jazz in Italia. I, Dalle origini alle grandi orchestre. EDT, Torino 2004, ISBN 88-7063-704-2, S. 333–334.
- Gabriele Eschenazi: Le regine dello swing. Il Trio Lescano, una storia fra cronaca e costume. Einaudi, Torini 2010, ISBN 978-88-06-20273-6.